# 223 км (зупинний пункт)
223 кіломе́тр — пасажирська зупинна залізнична платформа Дніпровської дирекції Придніпровської залізниці на лінії Нижньодніпровськ-Вузол — Апостолове.
Розташована на півночі села Сурсько-Литовське Дніпровського району Дніпропетровської області між станціями Зустрічний (11 км) та Сурське (3 км).
По платформі щоденно проходить пара дизель-потягів у напрямку Дніпра-Лоцманської та пара в напрямку Апостолового.